# 威海站
威海站是桃威铁路和青荣城际铁路的一座并线客货运车站，位于中华人民共和国山东省威海市环翠区。始建于1988年，是威海市地方铁路事业发展中心和中国铁路济南局集团共同管辖的铁路车站，是桃威铁路终点站，也是青荣城际铁路的始发站之一。新建威海站于2015年6月28日投入使用。

## 历史
- 车站始建于1988年。

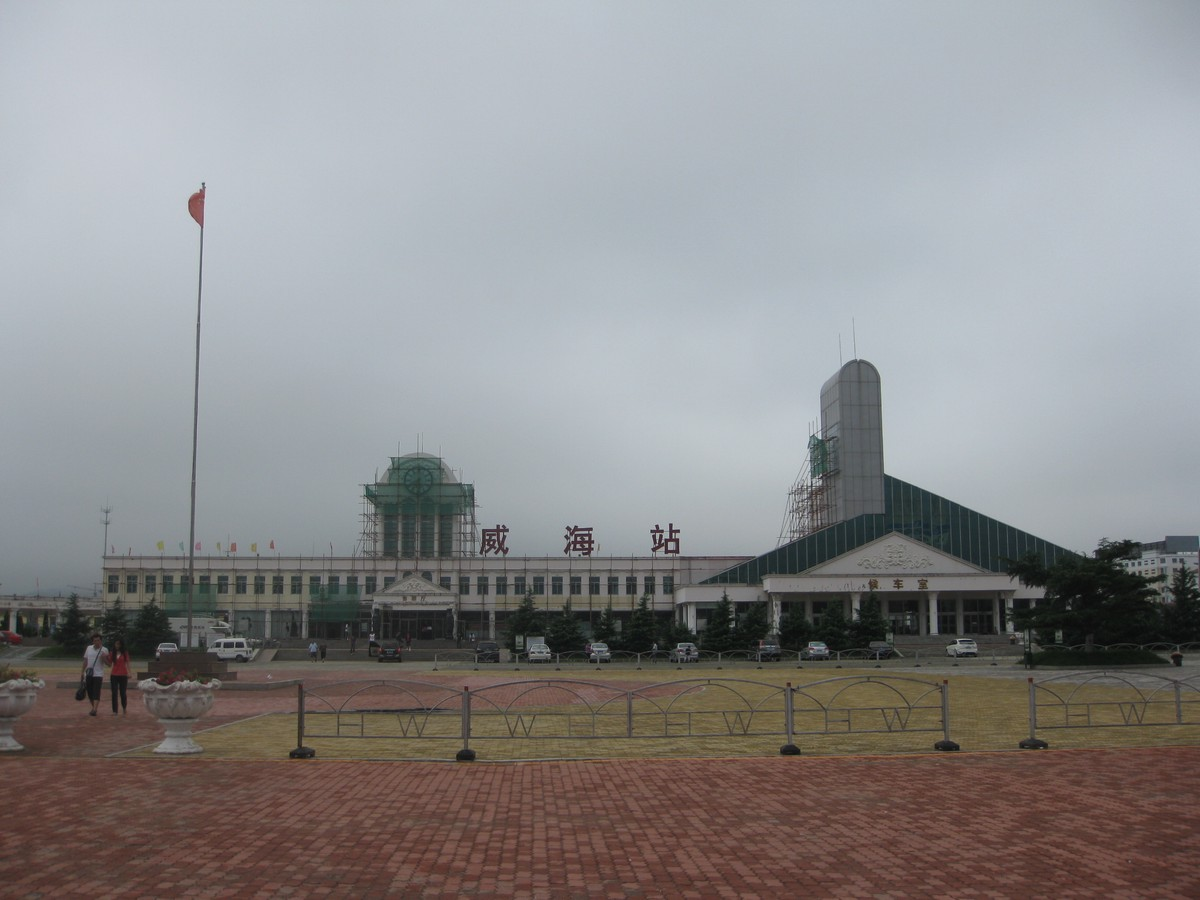
威海站（2009年7月）

- 车站于2015年接入青荣城际铁路，新建站房于2015年6月28日投入使用。

## 車站周邊
- 威海汽车站
- 威海安然大酒店
- 威海优雅主题宾馆 威海站店
- 威海鲁嘉旅馆
- 双辉快捷酒店
- 尚雅宾馆
- 威海北洋职业技术学校
- 威海旅游集散中心
- 圣迪购物中心
- 威海豪业电影城
- 每美商城
- 威海二中南校区
- 威海乐天美术馆
- 印象非洲艺术馆
- 上海浦东发展银行 威海开发区支行
- 威海市水务局
- 中国建设银行乐天支行
- 中国农业银行经区支行
- 金逸国际影城 威海乐天店
- 中国民生银行